# Thập niên 350
Thập niên 350 hay thập kỷ 350 chỉ đến những năm từ 350 đến 359.